# بؤرة الهدف

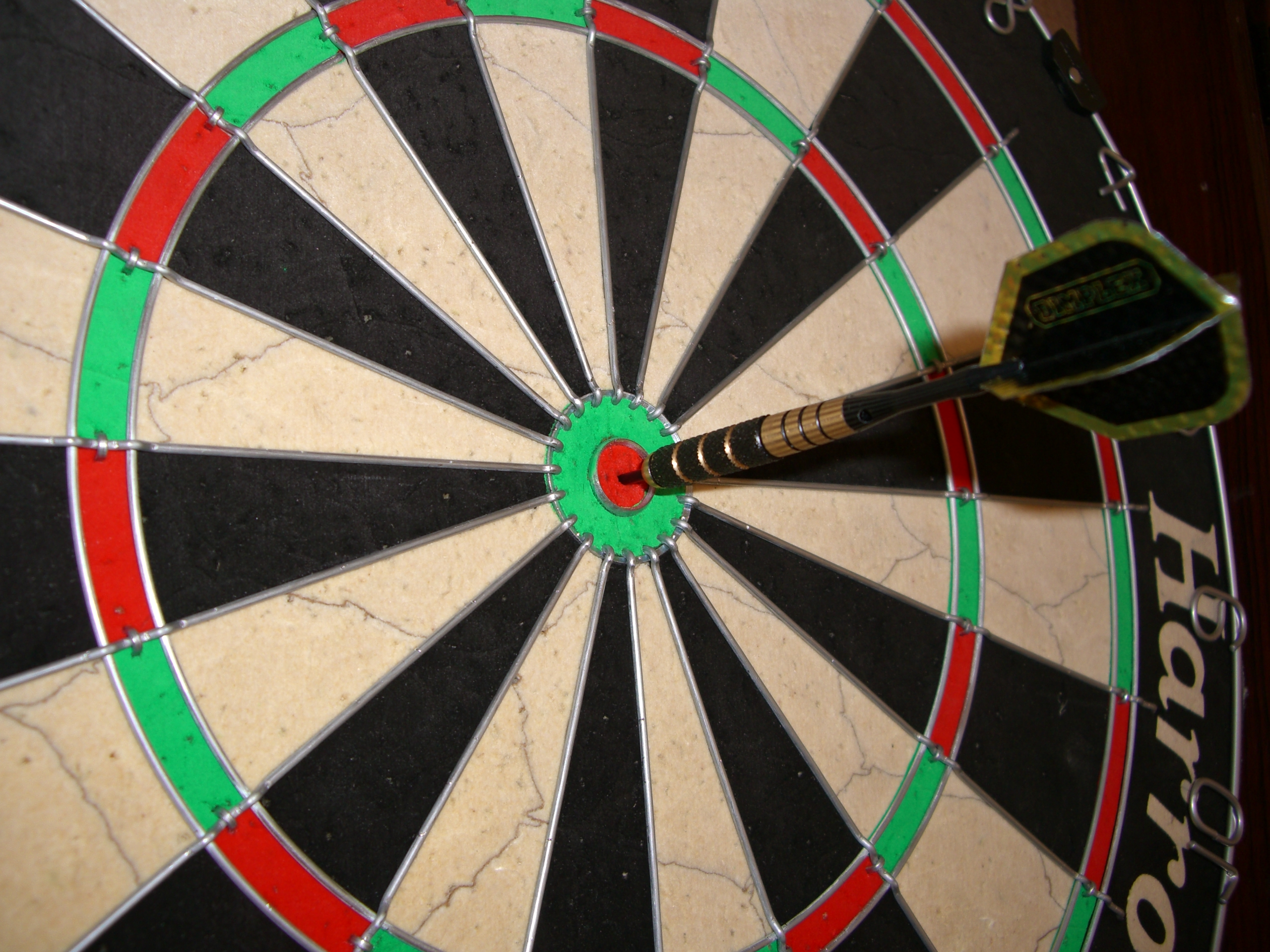
نشاب في بؤرة الهدف

الدائرة الصفراء الموجودة في وسط هدف الرماية هي البؤرة

بؤرة الهدف دائرة تتوسط هدف الرماية. يحصل الرامي عند إصابتها على أكبر عدد من النقاط.